# Mohammad-Javad Azari Jahromi
 

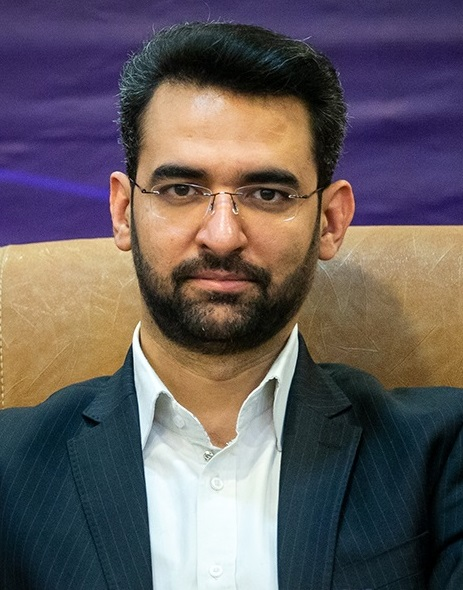
Mohammad Javad Azari Jahromi 2019

signature

Mohammad Javad Azari Jahromi (persisch محمدجواد آذری جهرمی; geboren am 16. September 1982 in Dschahrom, Provinz Fars) ist ein iranischer Politiker und ehemaliger Geheimdienstoffizier, der von 2017 bis 2021 als Minister für Informations- und Kommunikationstechnologie in der Regierung von Präsident Hassan Rouhani tätig war. Er war seinerzeit das jüngste Mitglied des iranischen Kabinetts und der erste iranische Minister, der nach der iranischen Revolution geboren wurde.

## Frühes Leben und Ausbildung
Azari Jahromi wuchs in einer armen Familie auf. Während des iranisch-irakischen Krieges wurde sein 16-jähriger Bruder getötet. Er studierte Elektrotechnik an der Technischen Universität für Energie und Wasser, wo er auch seine zukünftige Frau kennenlernte.

## Karriere
Azari Jahromi arbeitete von 2002 bis 2009 im Ministerium für Nachrichtenwesen, wo er eine Zeit lang leitende Positionen innehatte und an der Niederschlagung der Wahlproteste 2009 beteiligt war. Von 2009 bis 2014 war er Generaldirektor der Abteilung für die Sicherheit von Kommunikationssystemen bei der Regulierungsbehörde für Kommunikation. Anschließend wurde er in seiner Eigenschaft als Vorsitzender der Telekommunikationsinfrastrukturgesellschaft von Amts wegen Minister für Informations und Kommunikationstechnologie Zwischen 2014 und 2016 war Jahrami auch nicht-exekutives Mitglied des Verwaltungsrats von RighTel.
Im Jahr 2017 wurde er Minister für Informations- und Kommunikationstechnologie in der Regierung von Präsident Hassan Rouhani. Das Parlament sprach ihm am 20. August 2017 mit 152 Ja-Stimmen, 120 Nein-Stimmen, 7 Enthaltungen und 9 ungültigen Stimmen das Vertrauen aus.
Im November 2019 verhängte das Finanzministerium der Vereinigten Staaten Sanktionen gegen Azari „wegen seiner Rolle bei der weitreichenden Internetzensur des iranischen Regimes“, fror sein gesamtes US-Vermögen ein und verbot US-Personen, mit ihm Geschäfte zu machen.